# كاتسويا أوغاوا
كاتسويا أوغاوا هو سياسي ياباني، ولد في 7 يوليو 1963 في هوكايدو في اليابان. نشط حزبياً في الحزب الديمقراطي الياباني وحزب الآفاق الجديدة. وقد انتخب عضو مجلس المستشارين ‏ عن دائرة Hokkaido at-large district ‏ وقد انضم خلال فترته النيابية (23 يوليو 1995 – ) للكتلة البرلمانية الحزب الديمقراطي.

## وصلات خارجية
- الموقع الرسمي